# Gips oder Wie ich an einem einzigen Tag die Welt reparierte
Gips oder Wie ich an einem einzigen Tag die Welt reparierte ist ein Kinder- und Jugendroman der niederländischen Autorin Anna Woltz, der erstmals 2015 im niederländischen Querido Verlag veröffentlicht wurde. Die deutschsprachige Ausgabe erschien 2016 in der Übertragung durch Andrea Kluitmann im Carlsen Verlag.

## Inhalt
In dem Roman erlebt die Ich-Erzählerin innerhalb eines Tages im Krankenhaus einen Wandel ihrer Einstellung gegenüber der Liebe und innerhalb eines Konflikts mit ihren Eltern.

### Handlung
Die zwölfjährige Fitz (Kurzform von Felicia) ist nach deren Trennung wütend auf ihre Eltern, vor allem auf die Mutter, und hat ihren Glauben an die Liebe verloren. Sie soll mit ihrer jüngeren Schwester Bente nach der Trennung der Eltern das erste Mal Zeit in der neuen Wohnung des Vaters verbringen. Fitz ist allein in der Wohnung und schreibt sich mit einem Permanentmarker die Worte "MAMA SOLL STERBEN" ins Gesicht. Während Bente auf dem Gepäckträger des Vaters sitzt, kommt es zu einem schweren Fahrradsturz, bei dem eine ihrer Fingerkuppen vom Finger abgetrennt wird, weshalb sie ins Krankenhaus muss. Fitz begleitet ihren Vater und Bente dorthin, muss aber eine Tigermaske tragen, damit niemand die Schrift auf ihrem Gesicht lesen kann.
Während Bente im Krankenhaus behandelt wird, erscheint die Mutter. Auf Verlangen der Mutter setzt Fitz die Maske ab, danach darf sie diese wieder aufsetzen. Anschließend streift Fitz ziellos durch das Krankenhaus und trifft auf Adam, dessen Bruder als Frühchen in einer entsprechenden Station liegt. Adam und eine Krankenschwester helfen Fitz die Schrift aus ihrem Gesicht zu entfernen. Außerdem lernen Fitz und Adam Primula kennen, die eine Herzklappenoperation hinter sich hat und ein halbes Jahr nicht am „normalen“ Leben teilnehmen konnte. Damit sie nicht allzu früh zu den Eltern in den Behandlungsraum zurückkehren muss, täuscht Fitz den Eltern am Telefon vor, gestürzt zu sein und sich den Arm gebrochen zu haben. Für ein Alibi lässt sie sich von Primula und Adam den Arm eingipsen. 
Als Fitz später zu ihrer Familie zurückkehrt, bricht ihr Vater plötzlich zusammen, da bei dem Unfall seine Milz gerissen ist. Während der Operation des Vaters sieht Fitz, dass sich ihre Mutter Sorgen macht, obwohl sie den Vater nicht mehr liebt. Es kommt zu einer Versöhnung zwischen Fitz und ihrer Mutter. Fitz findet den Glauben an Liebe wieder und macht sich klar, dass statistisch zwei Drittel aller Ehepaare zusammenbleiben und die Trennung ihrer Eltern leider zu dem anderen Drittel gehörte. Sie gesteht sich selbst zudem ein, dass sie sich in Adam verliebt hat.

### Figuren
- Felicia, genannt Fitz, die zwölfjährige Protagonistin
- Bente, ihre neunjährige Schwester
- Joost, der Vater der beiden Mädchen
- S., die Mutter der beiden Mädchen und Exfrau von Joost
- Adam, der Junge, mit dem sich Fitz anfreundet und in den sie sich verliebt
- Primula, ein Mädchen, mit dem sich Fitz anfreundet
- Douwe, Krankenpfleger, der Bente versorgt
- Doktor Sarah, Ärztin, die Bente behandelt
- Yasmine, Krankenschwester auf der Frühgeborenenstation
- Dr. de Gooier, Arzt auf der Frühgeborenenstation
- Benjamin, frühgeborener Bruder von Adam

## Ausgaben

### Niederländische Originalausgabe
- Anna Woltz: Gips, Querido, Amsterdam 2015, ISBN 978-9-045-12386-8. (Gebundene Ausgabe)

### Deutschsprachige Ausgabe
- Anna Woltz: Gips oder Wie ich an einem einzigen Tag die Welt reparierte, Carlsen Verlag, Hamburg 2016, ISBN 978-3-551-55676-9. (Gebundene Ausgabe)
- Anna Woltz: Gips oder Wie ich an einem einzigen Tag die Welt reparierte, Carlsen Verlag, Hamburg 2019, ISBN 978-3-551-31754-4. (Taschenbuch)

Carlsen bietet zu dem Roman Lehrmittel für den Unterricht an.

#### Hörbuch
- Anna Woltz: Gips oder Wie ich an einem einzigen Tag die Welt reparierte, Hörbuch Hamburg, Hamburg 2019. (Gelesen von Tabea Hilbert)

## Rezeption
Anja Robert schrieb in der Zeit: „Der Auftakt zu Anna Woltz’ neuem Kinderbuch erinnert an den alten Dramaturgie-Ratschlag: ‚Beginnen Sie mit einem Erdbeben, und steigern Sie sich langsam.‘ 175 Seiten lang erzählt die niederländische Schriftstellerin von einem irrwitzigen Tag im Krankenhaus – mit einer Rasanz, die nur vom Furor ihrer Hauptfigur übertroffen wird.“

## Auszeichnungen
| Preis                                    | Jahr          | gewonnen/nominiert |
| ---------------------------------------- | ------------- | ------------------ |
| Gouden Griffel                           | 2016          | gewonnen           |
| Zilveren Griffel                         | 2016          | gewonnen           |
| Luchs des Monats                         | November 2016 | gewonnen           |
| Katholischer Kinder- und Jugendbuchpreis | 2017          | gewonnen           |
| Silberne Feder                           | 2017          | gewonnen           |
| Deutscher Jugendliteraturpreis           | 2017          | nominiert          |

## Adaptionen

### Theater
Im Kinder- und Jugendtheater Schauburg wurde der Roman szenisch unter dem Regisseur Theo Fransz umgesetzt. Die Premiere fand am 20. Oktober 2017 statt.

### Mini-Fernsehserie
2018 wurde eine gleichnamige Serie auf Grundlage des Romans mit 19 Folgen beim niederländischen Fernsehsender Zapp ausgestrahlt.